# Trypanosoma simiae
Trypanosoma simiae – kinetoplastyd z rodziny świdrowców należący do królestwa protista. Pasożytuje w krwi i wywołuje u świń i wielbłądów zachorowania kończące się śmiercią w ciągu kilku dni. Okres inkubacji choroby to 5 do 15 dni.
Jest przenoszony przez muchy z rodzaju tse-tse takie jak: Glossina palpalis, Glossina austeni, Glossina brevipalpis, Glossina fusca, Glossina fuscipleuris, Glossina longipalpis, Glossina morsitans, Glossina pallidipes, Glossina tabaniformis, Glossina tachinoides oraz Glossina vanhofi.
Występuje na terenie Afryki.